# Northshore
North Shore est un gratte-ciel résidentiel de 129 mètres de hauteur construit à Austin au Texas de 2014 à 2016. Il comprend 440 logements et des bureaux répartis sur 38 étages.
L'architecte est l'agence Solomon Cordwell Buenz 
Les promoteurs ('developer') sont les sociétés TrammelCrow Company et The Hanover Company